# Łukasz Żydzięta
Łukasz Żydzięta – drugi biskup nowogrodzki, święty prawosławny.

## Życiorys
Informacje o życiu Łukasza Żydzięty są nader skąpe. Niczego nie wiadomo o jego pochodzeniu, roku i miejscu jego urodzenia. Przydomek Żydzięta stał się podstawą do wysunięcia hipotezy o żydowskim pochodzeniu Łukasza. Obecnie przyjmuje się raczej, że stanowi on skrót od imienia Żydzisław.
Według latopisu został ustanowiony biskupem nowogrodzkim w 1034 roku. W roku 1052 poświęcił Sobór Mądrości Bożej w Nowogrodzie Wielkim. Oczerniony przez chołopa Dudikę został wtrącony do więzienia kijowskiego, w którym przebywał od 1055 do 1058 roku. Zmarł w drodze powrotnej do Nowogrodu 15 października 1059 roku.
Łukasz Żydzięta zajmował się również działalnością pisarską i przekładami z języka greckiego. Z całego jego dorobku zachowało się jedynie Pouczenie dla braci, wygłoszone prawdopodobnie przez biskupa przy obejmowaniu katedry. Pouczenie zawiera prostą i przystępną naukę o podstawowych prawdach wiary i moralności dla wiernych słabo jeszcze obznajomionych z zasadami nowej wiary.
Łukasz Żydzięta jest jednym z głównych bohaterów powieści Teodora Parnickiego Robotnicy wezwani o jedenastej.